# Château Bánffy de Bonțida
Le château Bánffy de Bonțida (en roumain : castelul Bánffy de la Bonțida ; en hongrois : Bánffy-kastély (Bonchida)) est un édifice situé dans la commune de Bonțida, en Transylvanie, Roumanie.

## Histoire
Le château fut construit par la famille Bánffy entre le XVe et le XVIIIe siècle. L'édifice fut érigé initialement en style renaissance et baroque, mais il subit des modifications ultérieures.
Le château fut habité par la famille Bánffy jusqu'au 1944, quand l'armée allemande s'en empara afin d'en faire un hôpital militaire. Le château fut pillé et il fut sérieusement endommagé par la même armée à la fin de la guerre.
À la suite de la nationalisation des propriétés et à la collectivisation de 1950, une partie de l'édifice servit de siège et de magasin pour le kolkhoze local, alors que l'autre partie, tombée en ruine, fournit des matériaux de construction aux gens du village. Après la révolution de 1989, l'édifice fut abandonné.
En 1999, grâce à une partenariat roumaine-hongroise-britannique des institutions actives en domain de la protection du patrimoine bâti ont lancé le projet de restauration de l'ensemble. Les travaux se déroulent sous la coordination de la Fondation Transylvania Trust.

## Galerie

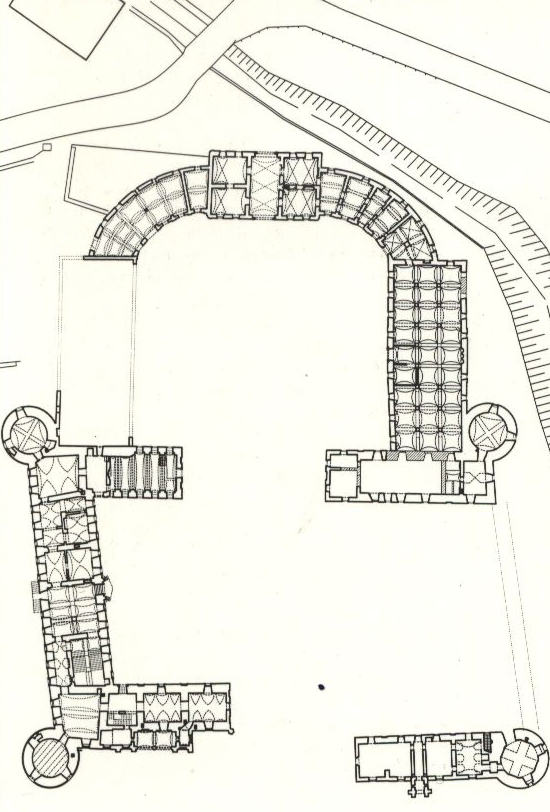
Plan du Château Bánffy de Bonțida
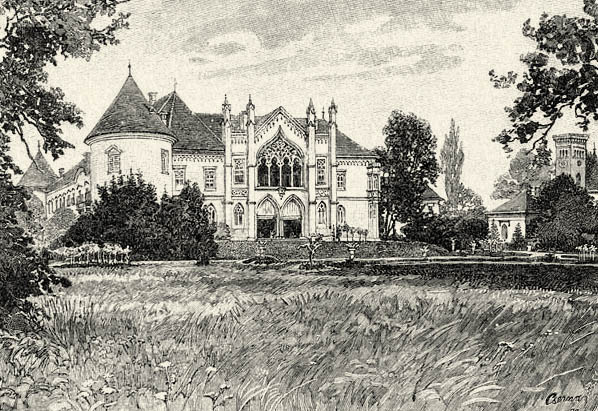
Dessin du Château Bánffy au XIXe siècle
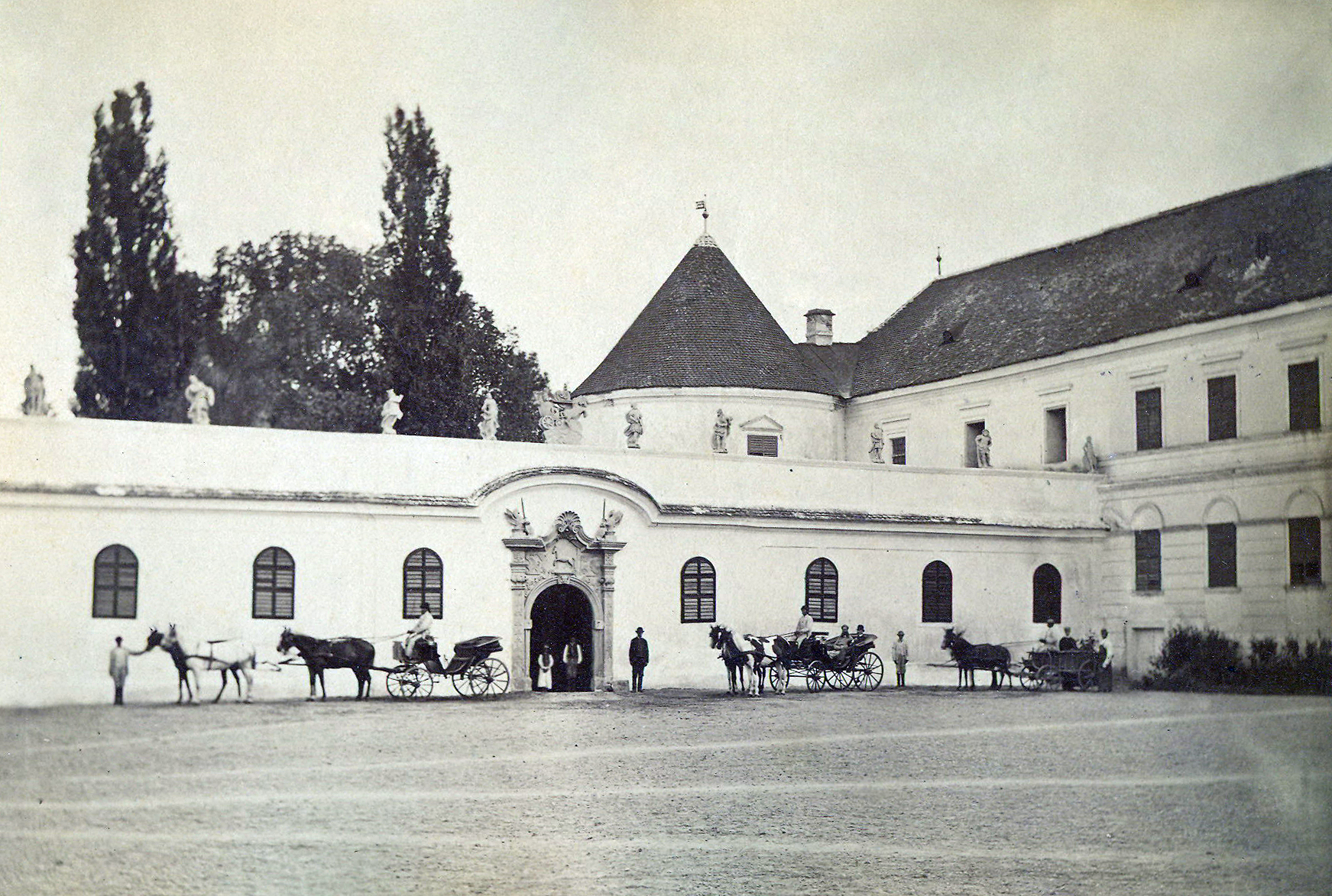
Le Château Bánffy en 1890
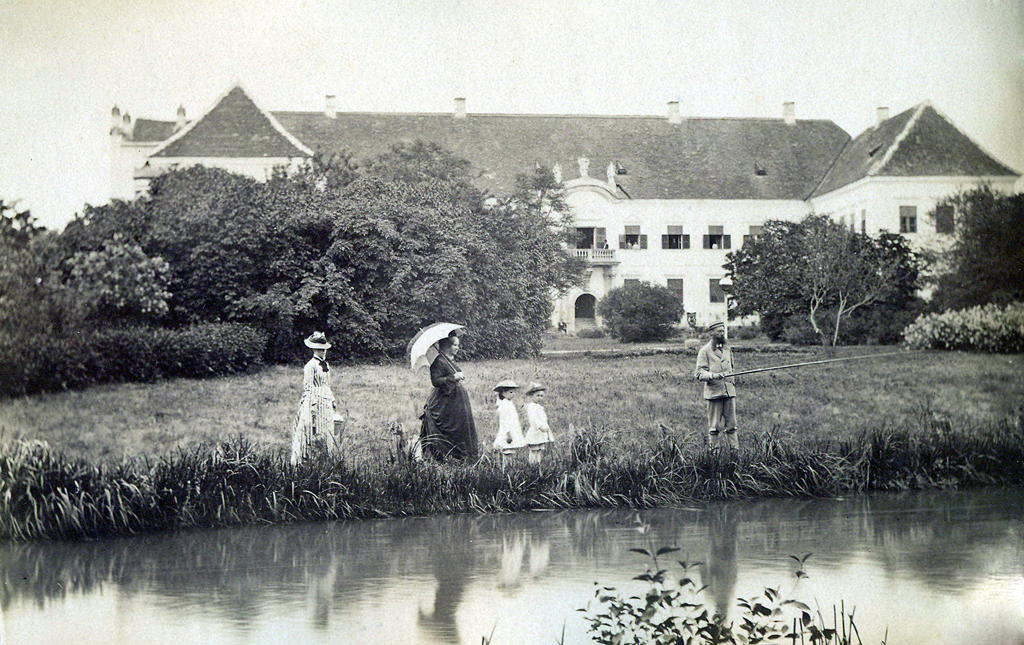
Le Château Bánffy en 1890
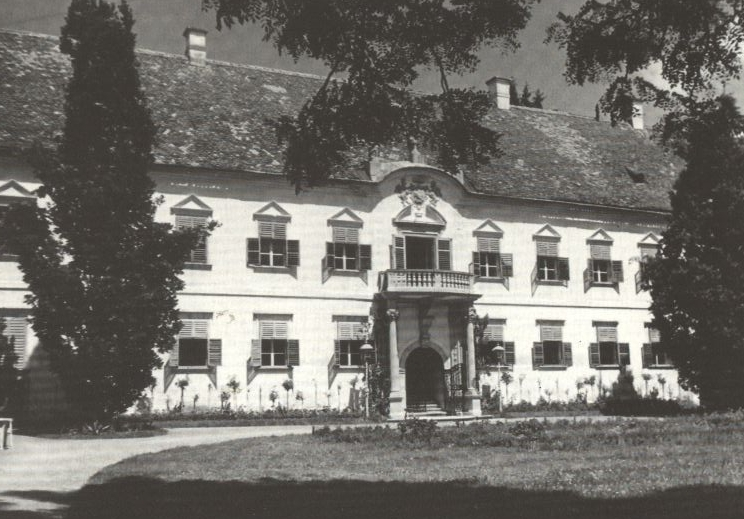
Le Château Bánffy en 1935
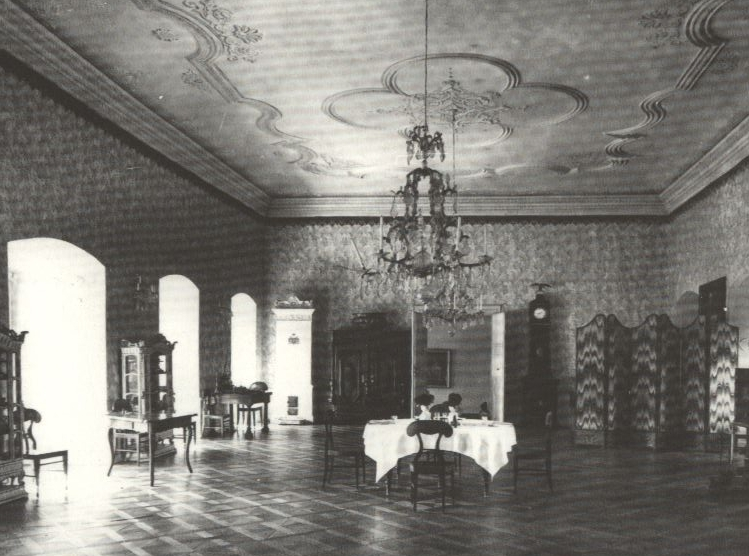
Le Château Bánffy en 1935
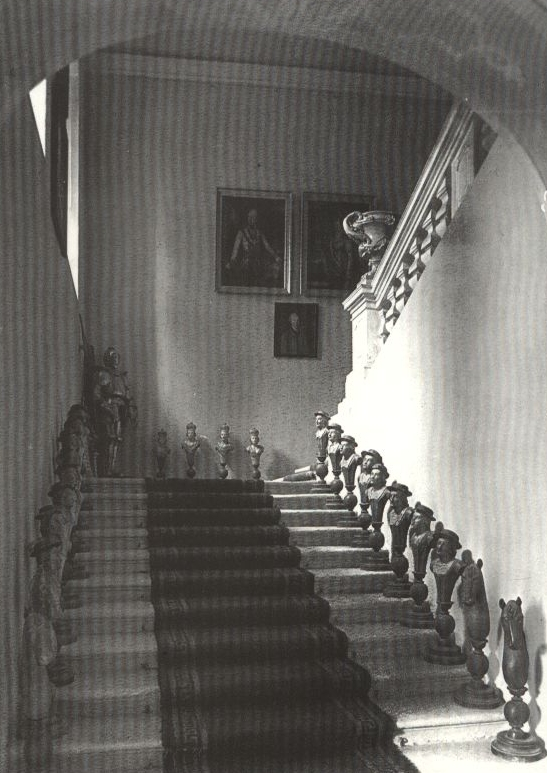
Le Château Bánffy en 1935
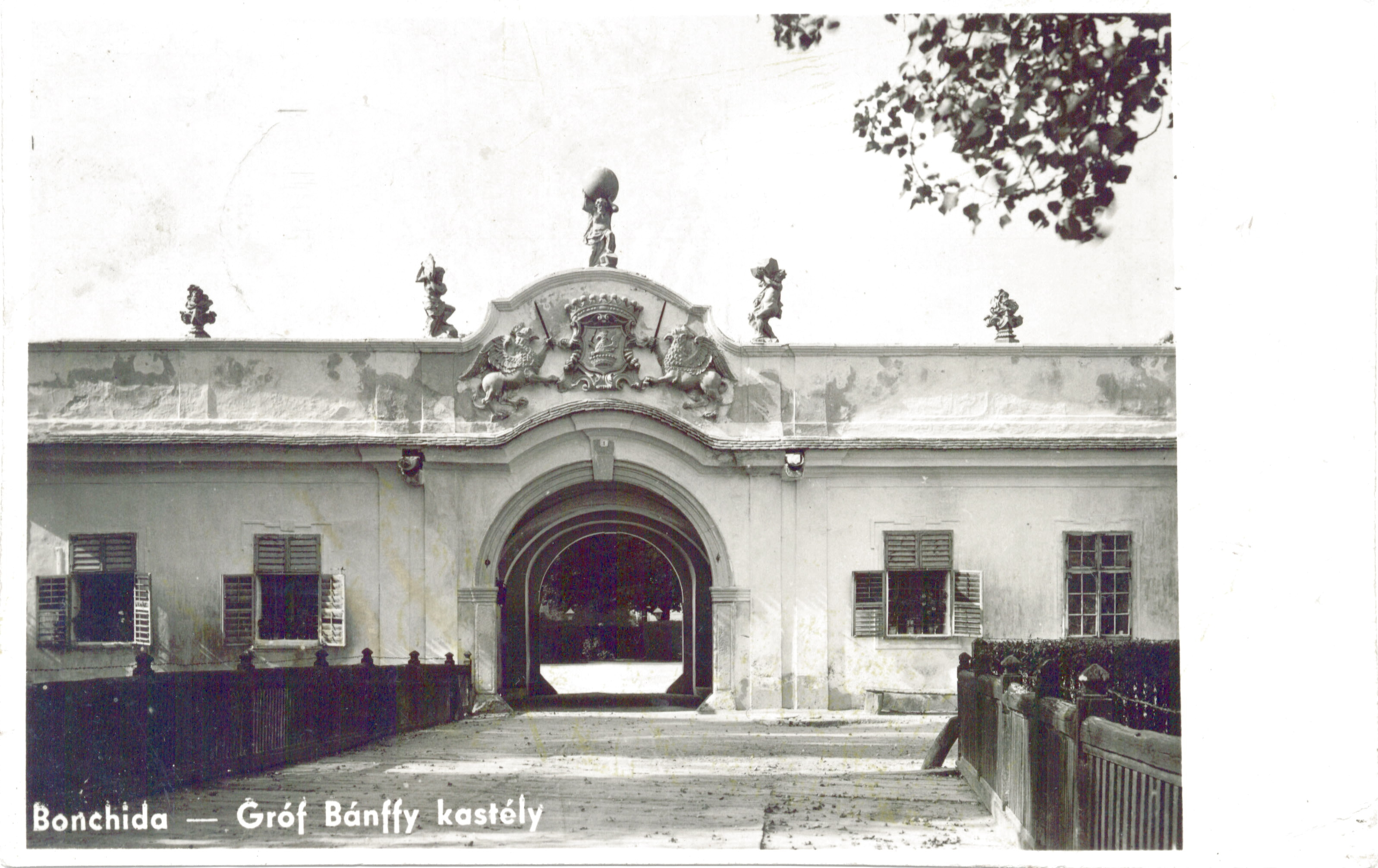
Porte d'honneur du Château Bánffy en 1940
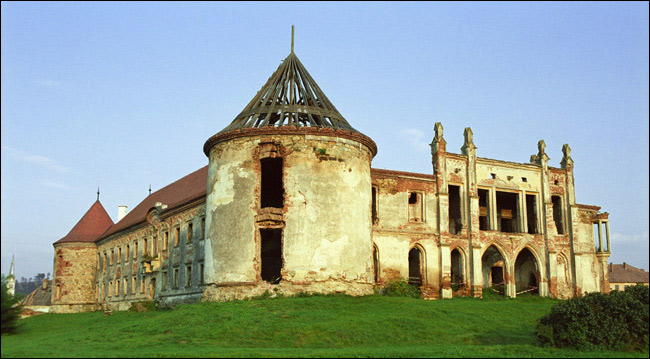
Le Château Bánffy au début du XXIe siècle
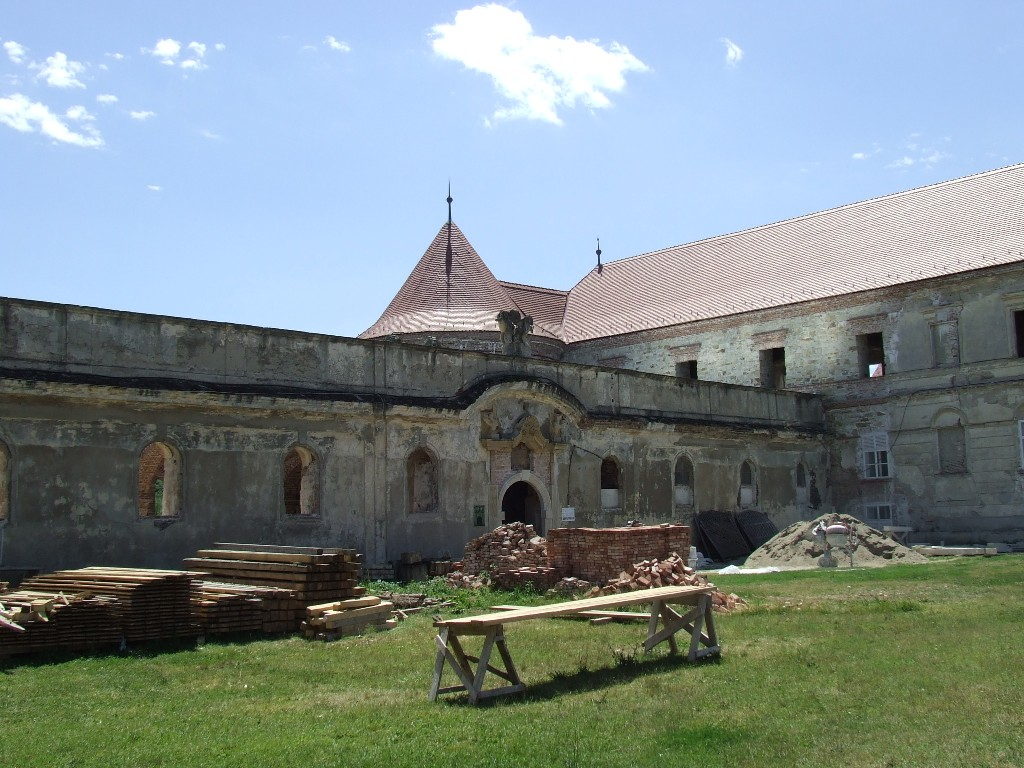
Le Château Bánffy au début du XXIe siècle
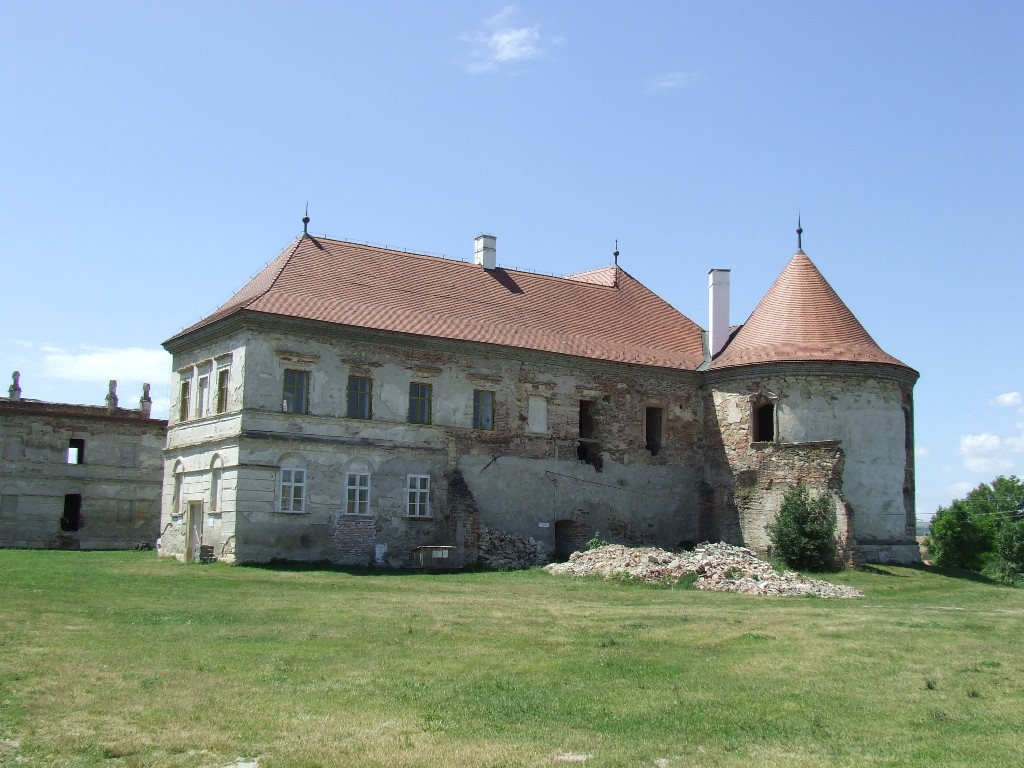
Le Château Bánffy au début du XXIe siècle
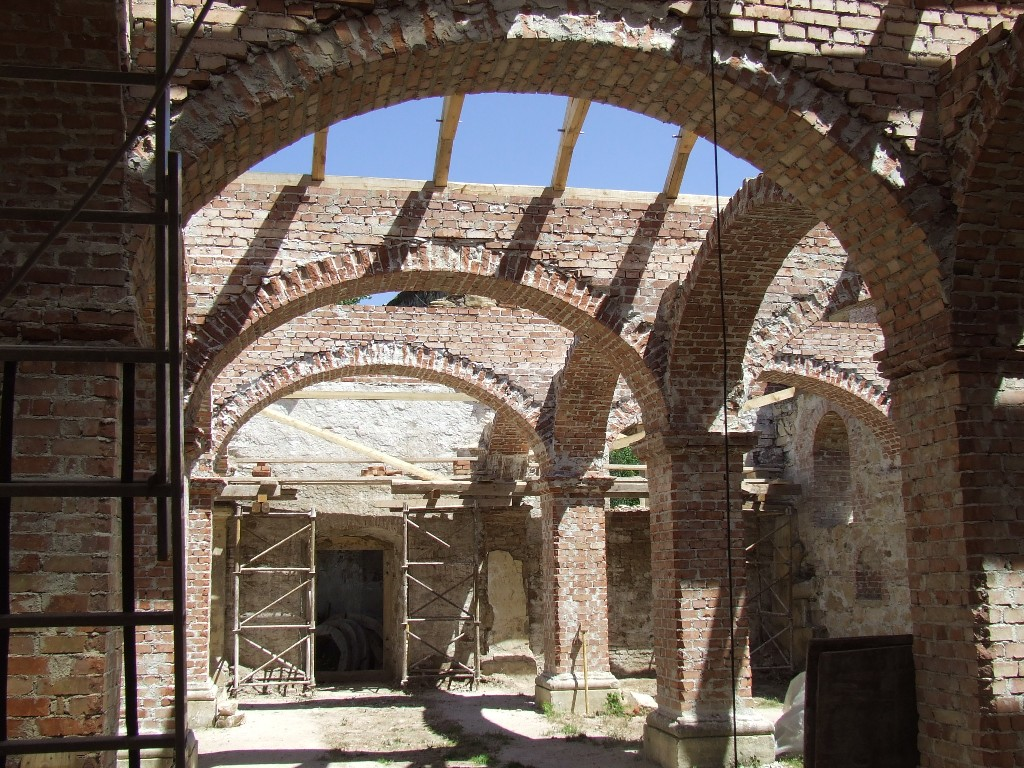
Le Château Bánffy au début du XXIe siècle
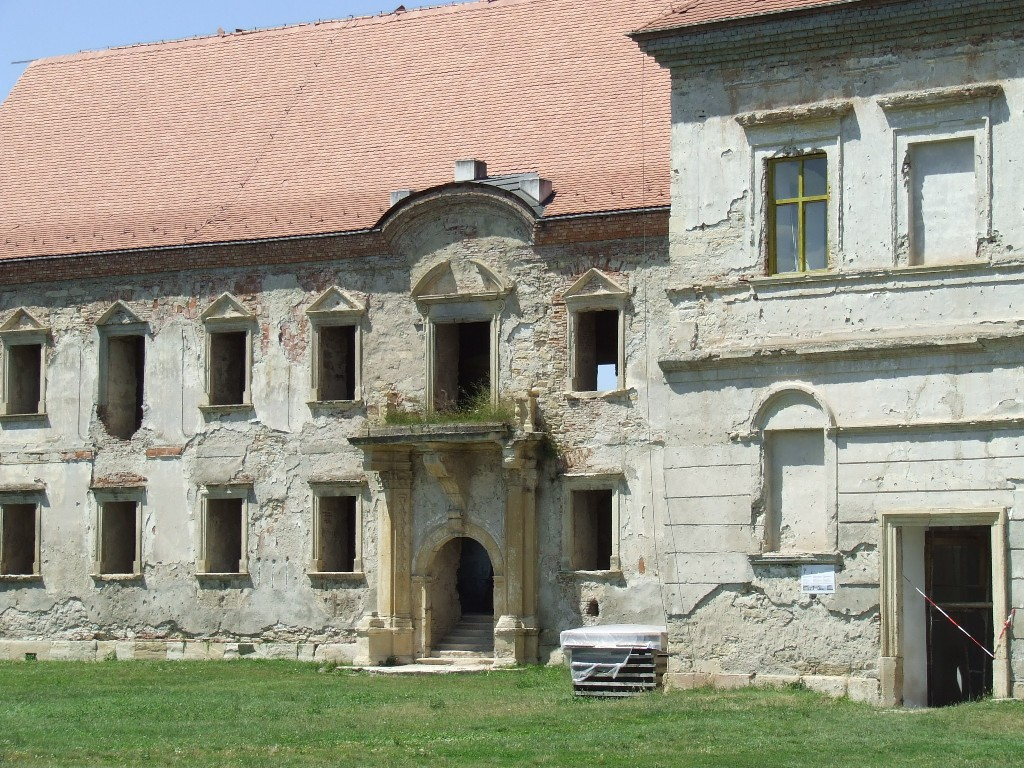
Le Château Bánffy au début du XXIe siècle
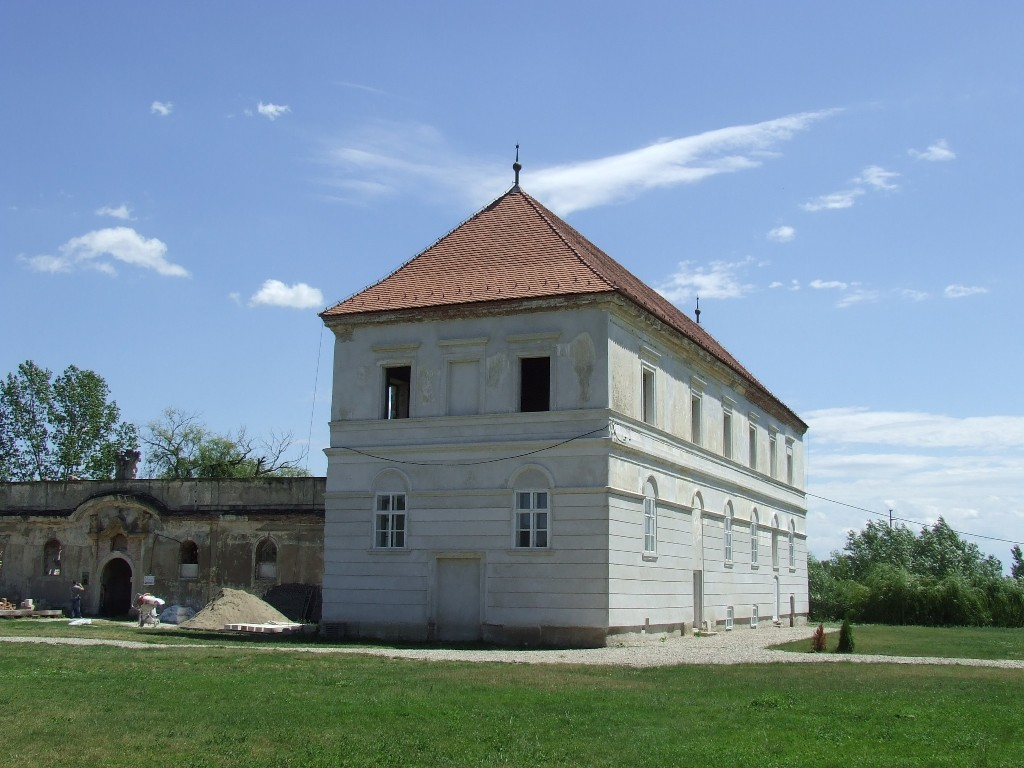
Le Château Bánffy au début du XXIe siècle
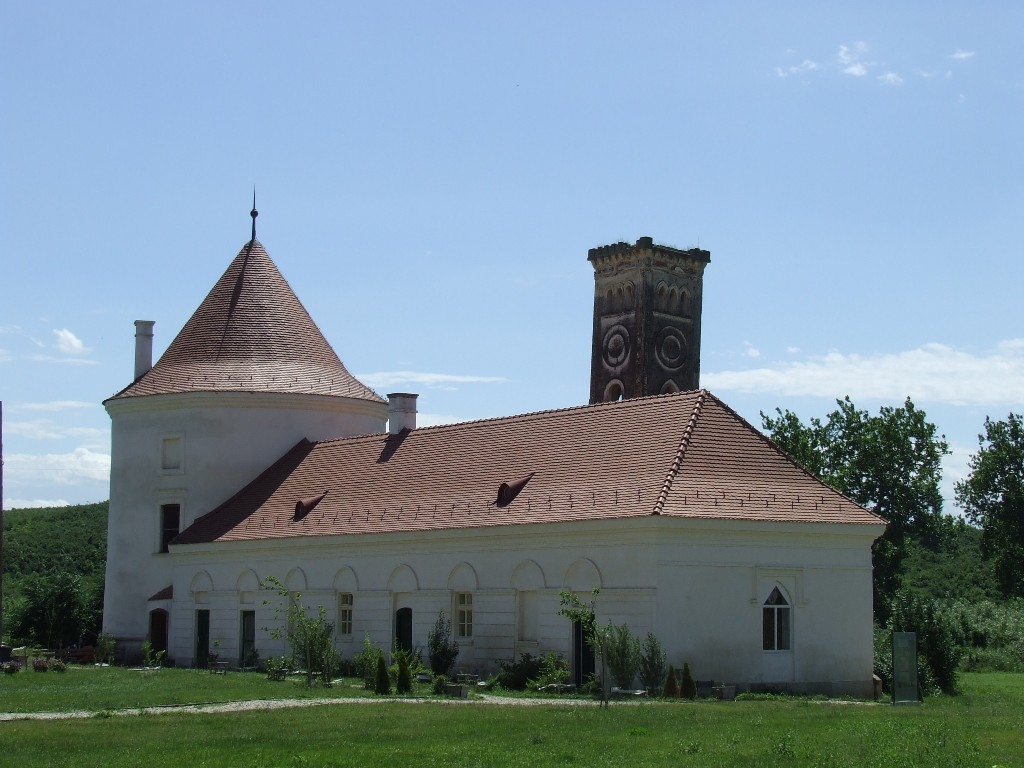
Le Château Bánffy au début du XXIe siècle
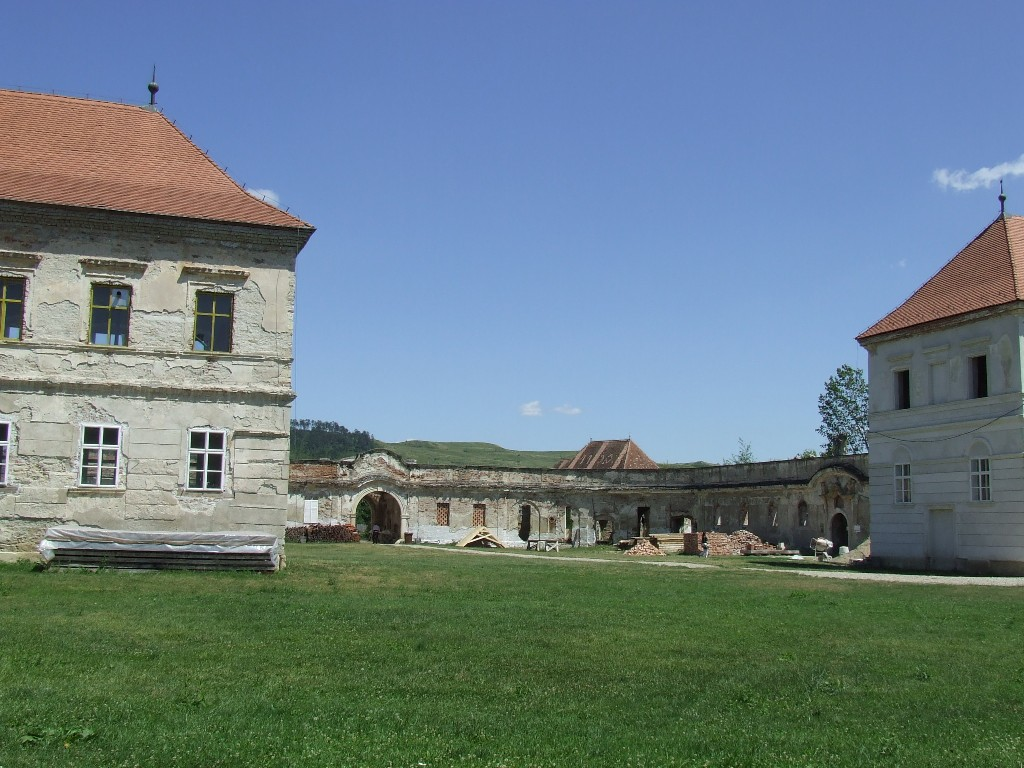
Le Château Bánffy au début du XXIe siècle
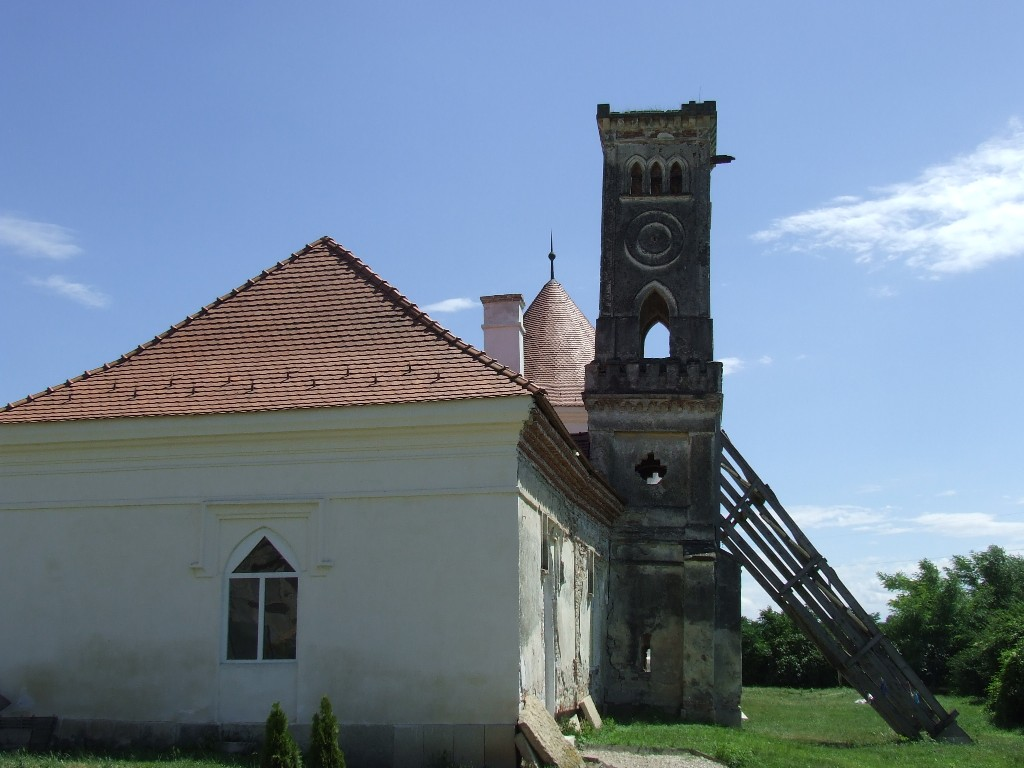
Le Château Bánffy au début du XXIe siècle
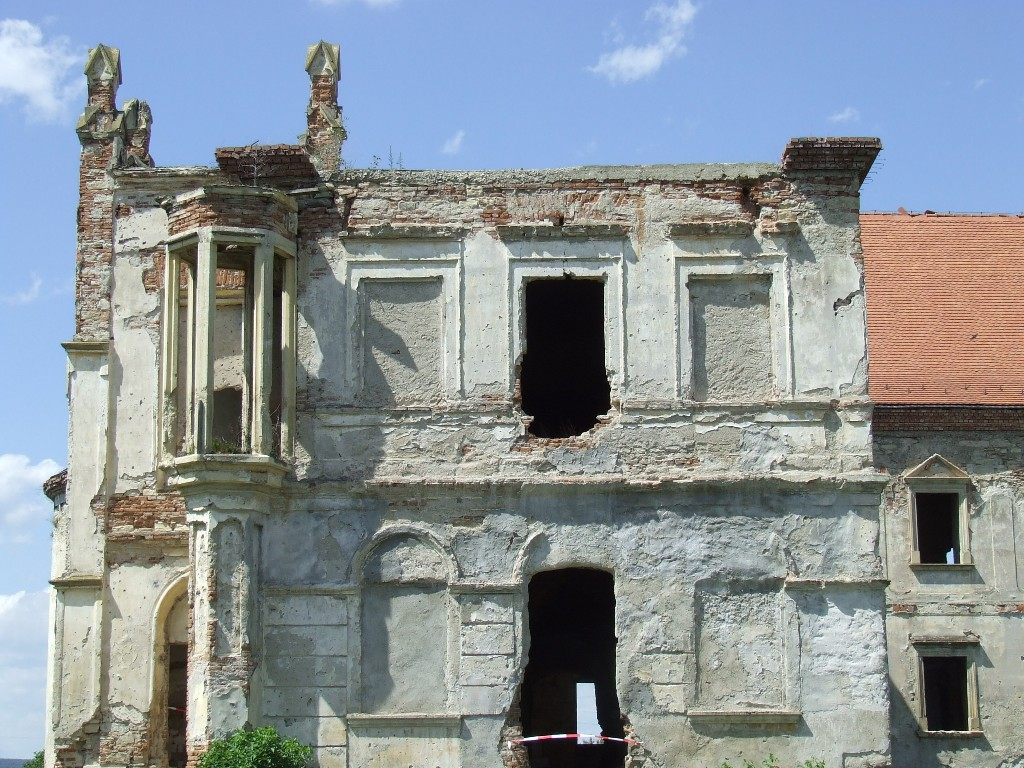
Le Château Bánffy au début du XXIe siècle